# Мыльные пузыри (картина)
«Мыльные пузыри» (англ. Bubbles) — картина английского художника Джона Эверетта Милле, законченная в 1886 году. Получила в Великобритании широкую известность, так как долгие годы использовалась для рекламы мыла марки Pears и до сих пор ассоциируется с этим товаром. Это послужило причиной для многочисленных споров о том, возможно ли совместить рекламу и искусство. «Мыльные пузыри» — одна из многочисленных картин с изображениями детей, благодаря которым Милле приобрел популярность в поздний период творчества. Здесь изображён его внук Уильям Милбурн Джеймс, одетый в стиле «Маленький лорд Фаунтлерой» и пускающий мыльные пузыри.

## История создания
Изначально картина называлась «Мир ребёнка» (англ. A Child's World) и именно под таким названием была впервые выставлена в Галерее Гросвенор в 1886 году. Она была приобретена Уильямом Ингремом, владельцем крупного журнала «The Illustrated London News». В журнале её увидел руководитель A&F Pears и перекупил за 2200 фунтов. Компании требовалось разрешение художника, чтобы они могли видоизменить картину и добавить логотип Pears, а затем использовать в рекламных целях. В 1887 году Pears полностью выкупила у Милле права на картину и сделала из неё рекламу для мыла, за что Милле подвергся критике со стороны писательницы Марии Корелли: в романе «Скорбь Сатаны» она обвиняла его в предательстве своего таланта:

Я — одна из тех, кто думает, что слава Милле-живописца покороблена тем, что он унизился до уровня маленьких бледных мальчиков, выдувающих пузырьки из мыла Pears.

В ответном письме Милле пояснил, что продал авторские права на картину и никак не мог помешать компании вносить туда изменения. Сын Милле впоследствии заявил, что старался помешать публикации этой рекламы, но официально не имел на это никаких прав. Во втором издании книги Корелли отказалась от своих слов. Реклама же оказалась настолько популярной, что Уильям Джеймс, ставший адмиралом Королевского военно-морского флота, до конца жизни был известен как «Bubbles» (с англ. — «Пузырьки»).